# Adorjás
Adorjás is een plaats (község) en gemeente in het Hongaarse comitaat Baranya. Adorjás telt 214 inwoners (2007).